# Personaggi di Arma letale
Di seguito vengono elencati i personaggi immaginari di Arma letale.

## Personaggi principali

### Martin Riggs
Martin Riggs (nato il 16 ottobre 1949) è un ufficiale di polizia del dipartimento di polizia di Los Angeles. Era un membro delle forze speciali dell'esercito degli Stati Uniti fino al 1969. Sposò una donna di nome Victoria Lynn nel 1973 e presto si unì al dipartimento di polizia di Los Angeles. Dopo la morte di Victoria, Riggs cadde in una profonda depressione, con il suo lavoro di poliziotto come unica cosa che gli impediva di suicidarsi. Riggs viene trasferito dalla divisione narcotici alla divisione omicidi dopo un incidente di tiro. È socio del sergente investigativo Roger Murtaugh nella speranza che il veterano più anziano e più conservatore lo manterrà in riga. Dopo un inizio difficile, i due diventano buoni amici, anche se Riggs dà sui nervi a Murtaugh. Alla fine del primo film, i due hanno lavorato insieme per salvare la figlia di Murtaugh, che era stata rapita dai signori della droga e dai mercenari militari.
Nel secondo film, Riggs scopre che Arjen Rudd, il signore del crimine sudafricano, che lui e Murtaugh stanno inseguendo, ordinò la morte di Riggs nel 1984. L'esecutore di Rudd, Pieter Vorstedt, uccise Victoria Riggs per errore e fece sembrare l'omicidio un incidente automobilistico per coprire il loro coinvolgimento. Dopo aver vendicato la morte di sua moglie e di Rika van den Haas (che Riggs aveva coinvolto in modo romantico prima che anche lei venisse uccisa da Rudd e dai suoi scagnozzi), è in grado di andare avanti con la sua vita. Nel frattempo, Riggs e Murtaugh vengono incaricati di proteggere un comico testimone federale, Leo Getz (interpretato da Joe Pesci) con il quale alla fine diventano amici intimi. 
Incontra il sergente Lorna Cole (interpretata da Rene Russo), un funzionario degli affari interni , nel terzo film durante un'indagine sulla scomparsa di armi dal saccheggio di LAPD. I due fanno una connessione immediata e lavorano a stretto contatto per cancellare il nome di Murtaugh dopo essere stato costretto a uccidere l'amico di suo figlio per legittima difesa. Riggs e Lorna diventano romanticamente coinvolti e si trasferiscono insieme dopo la fine del film. 
Nel quarto film, Riggs e Lorna vivono ancora insieme, e Lorna è incinta del loro bambino, ma hanno evitato la questione del matrimonio. Sia Riggs che Murtaugh sono promossi capitani dal quarto film per tenerli fuori dai guai, ma sono retrocessi ai sergenti alla fine del film. Leo aiuta Riggs alla fine a fare pace con la morte della moglie; Riggs sposa Lorna mentre sta dando alla luce suo figlio.

### Roger Murtaugh
Roger Murtaugh (nato il 21 dicembre 1937) è un veterano della guerra del Vietnam ed ex tenente della 173ª brigata Airborne, entrato nel Los Angeles Police Department nel 1967 (nel primo film dichiara di essere in servizio da vent'anni). È un annoiato marito e padre di famiglia, indebitato in banca e con problemi alla prostata, e sin dal primo film è desideroso di andare in pensione. A un certo punto viene incaricato di aiutare il collega Martin Riggs (Mel Gibson), anche lui ex soldato in Vietnam, con cui inizialmente non va affatto d'accordo, ma poi diventano ottimi amici alla fine del primo film, dopo aver salvato la figlia di Roger, Rianne.
All'inizio del primo film, Murtaugh si appresta a festeggiare cinquant'anni, facendo intendere che secondo il plot sarebbe nato nel 1937.
Nei tre sequel, Murtaugh e Riggs sono uniti da ottimi rapporti anche sul lavoro, tanto che si salvano a vicenda. L'uno aiuta l'altro anche a superare crisi personali; ad esempio Roger aiuta Martin a rintracciare l'assassino di sua moglie, e il secondo aiuta il primo a superare il rimorso per aver ucciso un giovane spacciatore amico del figlio, e lo difende anche dai boss del ragazzo. Inoltre Murtaugh insegna a Riggs a rilassarsi e a cercare più possibilità di riscatto sul lavoro, e grazie al collega riesce ad allontanarsi dal dolore per la morte della moglie, a non pensare più al suicidio e a smettere di fumare mangiando biscotti per cani.
Nel quarto film Roger e Martin diventano entrambi capitani, non per meriti, ma perché il dipartimento non può più permettersi di averli per strada (ha perso la propria compagnia assicuratrice per colpa dei danni provocati dai due) quindi, non potendo licenziarli, l'unica cosa che può fare è promuoverli, salvo poi farli tornare sergenti quando alla fine trova una nuova compagnia assicuratrice. Roger accoglie in segreto in casa propria una famiglia di immigrati cinesi, ma purtroppo il suo altruismo porta all'incendio della sua casa. Quando Murtaugh uccide per sbaglio un boss della triade, col fratello di quest'ultimo lui e Riggs ingaggiano un feroce scontro a mani nude. Riggs è quasi sul punto di essere ammazzato ma viene salvato da Murtaugh. Lo stesso giorno in cui Riggs diventa padre, Roger diventa nonno.
Nel corso del film inoltre Roger deve affrontare le maldicenze degli altri agenti che lo credono corrotto data la sua inspiegabile disponibilità di denaro, il fatto che sua figlia Rianne sia incinta, e l'imbarazzo provato nei confronti di una nuova leva, detective Lee Butters, che lo copre inspiegabilmente di attenzioni, inducendo Roger a pensare che il giovane sia omosessuale e che provi qualcosa per lui. Alla fine tutti i malintesi si risolvono: i soldi sono dovuti alla professione segreta di Trisha, scrittrice di romanzi erotici, mentre il giovane detective fa il gentile con lui perché ha sposato (senza che Roger lo venisse a sapere) Rianne ed è il padre del nascituro.

### Leo Getz
Di origini ebraiche, Leo non ha avuto un'infanzia facile: la madre aveva lasciato la famiglia quando lui era ancora piccolo e il padre era un uomo presumibilmente violento e dedito all'alcol (lui ne parla come di una persona molto poco affidabile). Unico compagno nella vita di Leo era un ranocchio di nome Scrocchio e su di lui Leo riversava tutto il suo affetto, anche perché non era mai stato fortunato con le amicizie: con lui condivideva tutto ma un giorno, portandolo con sé in bicicletta, Leo lo uccise accidentalmente poiché "Scrocchio" saltò giù dal mezzo e lui non riuscì a fermarsi in tempo. Questo fatto non fece altro che segnare la sua già drammatica vita.
Nel secondo film, a causa dei suoi trascorsi, Leo non conduce una vita onesta fino al suo incontro con Martin Riggs e Roger Murtaugh: essi devono fargli da guardia del corpo in attesa di un processo inerente a un grosso traffico di droga nel quale Leo è implicato come riciclatore di denaro sporco. Il traffico vede al suo vertice diversi funzionari del consolato sudafricano che gli danno la caccia per impedirgli di testimoniare al processo. Dopo vari tentativi, i funzionari riescono a rapire Leo ed arrivano a un passo dall'ucciderlo; in suo soccorso giungono, però, Riggs e Murtaugh, che lo portano al sicuro e sgominano l'intera organizzazione, mentre Leo si reca al processo per denunciare gli altri implicati nel traffico di droga.
Nel terzo film, Leo è diventato agente immobiliare e tenta varie volte di aiutare Murtaugh (col quale e Riggs, nel frattempo, è diventato molto amico) a vendere casa sua, mai senza successo. Sarà utile a Riggs e Murtaugh nell'identificazione di Jack Travis, un brutale ex-poliziotto divenuto un gangster (operante come costruttore edile abusivo) e, tentando di fermarlo, viene ferito da questi. Rimessosi, dà nuovamente una mano ai due amici ad individuare la base di Travis. Alla fine del film fallisce come agente immobiliare dati i numerosi fallimenti nella vendita dell'appartamento di Murtaugh e della decisione dell'amico di non vendere la casa.
Nel quarto film, Leo è un investigatore privato e diventa amico (sebbene con alcune difficoltà) anche di Butters, fidanzato della figlia di Murtaugh. È lui che spinge Riggs a voltare pagina con la morte della prima moglie e a decidere di sposare Lorna Cole (è in questa occasione che parla del suo passato); questo cementa ulteriormente la loro amicizia.

### Lorna Cole
Lorna Cole è un agente di polizia che diventerà un personaggio centrale della serie poiché sarà la seconda moglie di Martin Riggs.
Nel terzo film, dapprima come rivali, poi come amanti, Martin e Lorna si vedranno costretti ad unire le loro forze per fermare il traffico di armi di Jack Travis.
Nel quarto film, Lorna è incinta e sta prendendo in considerazione il matrimonio, ma Riggs non è d'accordo perché si sente ancora legato alla sua defunta moglie Victoria Lynn. A peggiorare la situazione dovranno scontrarsi con la Triade e Wah Sing Ku. Alla fine del film lei e Riggs si sposano.

## Antagonisti

### Generale Peter McAllister
Il generale McAllister era un ufficiale superiore ai tempi della guerra in Vietnam e capo della "Compagnia Ombra", un'organizzazione paramilitare che lavorava per conto della CIA e che si approfittava della sua posizione per recuperare grandi quantità di droga dalle basi ribelli. Alla fine della guerra decide di ricostituire la sua vecchia squadra per contrabbandare in America la droga accumulata, eliminando il suo vecchio amico Michael Hunsaker (reo di averlo tradito) e sua figlia. Verrà ucciso da Murtaugh che sparerà alla sua vettura provocando un'esplosione che ucciderà il generale.

### Jack Joshua
Veterano del Vietnam, ha militato come Riggs nelle Special Forces prima di unirsi alla "Compagnia Ombra" diventando il braccio destro di McAllister. È un esperto di esplosivi. È inoltre molto abile anche nell'uso delle armi da fuoco e nel combattimento corpo a corpo. Alla fine del film ingaggia un durissimo scontro con Riggs dandogli parecchio filo da torcere poiché avendo militato come lui nei corpi speciali ha un addestramento simile, ma viene comunque battuto perché Riggs, oltre all'addestramento standard, vanta una conoscenza supplementare di diverse arti marziali. Dopo essere stato sconfitto cercherà di sparare a Riggs e Murtaugh che però lo precederanno freddandolo.

### Arjen Rudd
Un console sudafricano, che, forte della sua immunità diplomatica, contrabbanda droga in America con l'aiuto dei membri del suo servizio di sicurezza. Nell'ultima parte del film sparera' a Riggs sei volte, riducendolo quasi in fin di vita, ma verrà ucciso da Murtaugh che gli sparerà a sua volta.

### Pieter Vorstedt
È il capo del servizio di sicurezza del Consolato sudafricano e l'uomo di punta di Arjen Rudd. Molti aspetti del suo personaggio (la sua nazionalità europea, la conoscenza del Savate ed i suoi metodi da criminale di guerra) portano ad ipotizzare che possa aver in passato militato nella Legione straniera francese. Si è macchiato della morte delle due donne amate da Riggs: la sua prima moglie Victoria Lynn e la segretaria Rika Van Den Haas. Verrà ucciso da Riggs che prima lo accoltellerà e poi lo schiaccera' sotto il peso di un gigantesco container da lui azionato. Durante il suo combattimento con Riggs dimostrerà ottime abilità nel corpo a corpo e nell'uso del coltello, ma non così buone da competere con l'ex Berretto verde.

### Jack Travis
Un ex poliziotto del LAPD che, arricchitosi con la droga e le armi sottratte ai depositi della polizia, si è dato al crimine utilizzando la sua nuova società, la MESA Costruzioni, come copertura per i suoi traffici illeciti. Si occupa inoltre della vendita dei proiettili Killer Cop, capaci di perforare un giubbotto antiproiettile. Affronterà Riggs in un corpo a corpo riuscendo a sconfiggerlo (in realtà riesce a batterlo solo perché Riggs si infortuna ad una gamba cadendo mentre lottano, senza contare il fatto che in questo film Riggs è molto più debole rispetto ai precedenti). Sarà infine ucciso da Riggs che gli sparera' con i suoi stessi Killer Cop. Travis è un uomo spietato e senza scrupoli e per questo temuto da tutti (quando era in polizia era un vero duro, capace di strappare una confessione a chiunque). Nonostante non sia un combattente professionista come Joshua o Vorstedt è comunque molto abile nel combattimento di strada, in grado di mettere alle strette un indebolito Riggs.

### Quattro Padri
Sono i quattro capi della Triade tenuti prigionieri da un corrotto generale cinese. Alla fine saranno rilasciati ma verranno uccisi nel corso del film, due da Riggs e Murtaugh e due dal generale cinese corrotto.

### Wah Sing Ku
Massimo sicario della Triade. Ha come obiettivo il rilascio dei Quattro Padri. Si scontrera' con Riggs e Murtaugh per due volte, sconfiggendoli la prima ma venendo a sua volta sconfitto la seconda ed ucciso a colpi di AK-47. È un grande esperto di arti marziali ben più pericoloso dei nemici dei film precedenti, essendo riuscito a fare cose ai limiti delle capacità umane, come schivare un proiettile e continuare a combattere anche dopo essere stato trapassato da un arpione. Sono state necessarie le forze combinate di Riggs e Murtaugh per sconfiggerlo.

## Altri personaggi

### Trish Murtaugh
Moglie di Roger Murtaugh, madre di Rianne, Nick e Carrie Murtaugh. Lei appare in ogni film. 

### Rianne Murtaugh
Figlia maggiore di Roger e Trish Murtaugh e sorella maggiore di Nick e Carrie Murtaugh. Nel quarto film è sposata con il sergente Lee Butters della polizia di Los Angeles.

### Nick Murtaugh
Figlio di Roger e Trish Murtaugh. È il fratello minore di Rianne Murtaugh, il fratello maggiore di Carrie Murtaugh e il cognato del sergente Lee Butters. 

### Carrie Murtaugh
Altra figlia di Roger e Trish Murtaugh, la sorella minore di Rianne e Nick Murtaugh, e la cognata del sergente Lee Butters. 

### Victoria Lynn Riggs
Prima moglie di Riggs, è rimasta uccisa in un incidente d'auto nel 1984, in quello che sembrava un incidente. Nel secondo film si scoprirà che è stata assassinata da Pieter Vorstedt in un tentativo di uccidere Riggs stesso. È stata sposata con il marito per 11 anni. Molti indizi lasciano supporre che abbia avuto un figlio prima di morire e di cui il marito non ha mai saputo l'esistenza,ma non si è certi né se Riggs sia il padre né della sua reale esistenza.

### Capitano Ed Murphy
Capo dell'ufficio investigativo del dipartimento di polizia di Los Angeles. Un uomo molto impegnato, i suoi migliori, anche se distruttivi, poliziotti della forza sono Martin Riggs e Roger Murtaugh.

### Stephanie Woods
Psichiatra della polizia del dipartimento di polizia di Los Angeles. Viene per lo più vista parlare di Martin Riggs e il suo stato mentale; hanno una relazione complicata.

### Lee Butters
Genero di Roger Murtaugh e compare nel quarto film. È un detective alle prime armi per la polizia di Los Angeles. 